# Андрейко Дмитро Андрійович
Андрейко Дмитро Андрійович (30 січня 1864, село Трудовач, нині Золочівського району Львівської області—10 червня 1888, Львів) — український композитор, диригент хору Львівської духовної семінарії; збірки українських народних пісень (Звуки України).
Закінчив 1887 Коломийську гімназію, навчався у Львівській духовній семінарії, де був диригентом учнівського хочу. Виступав у концертах як цитрист і скрипаль. Записав низку українських пісень (слова і мелодії), частину яких вмістив П. І. Бажанський у збірку «Русько-народні галицькі мелодії». Автор збірки обробок українських народних пісень для вокального квартету «Вінок з народних мелодій» (1885), упорядник збірки обробок українських народних пісень українських композиторів «Звуки України. Українські народні пісні з нотами на один голос і з повним текстом» (вид. 1919).